# Orthodiagonales Viereck

Orthodiagonales Viereck mit senkrechten Diagonalen. Die Fläche F = e · f ist doppelt so groß wie das Viereck.

In der euklidischen Geometrie ist ein orthodiagonales Viereck ein Viereck, in dem sich die Diagonalen rechtwinklig kreuzen. Mit anderen Worten: Es ist eine vierseitige ebene Figur, in der die Verbindungslinien zwischen den nicht benachbarten Ecken orthogonal zueinander sind.
Spezielle orthodiagonale Vierecke sind Drachenvierecke, insbesondere Rauten und Quadrate.

## Eigenschaften
Der Flächeninhalt des Rechtecks mit den Seitenlängen entsprechend der  Längen der beiden Diagonalen {\displaystyle e} und {\displaystyle f}, also {\displaystyle F=ef}, besteht aus vier Teilrechtecken, welche durch die Seiten des Vierecks diagonal halbiert werden. Daraus ergibt sich für den Flächeninhalt des Vierecks:
{\displaystyle A={\frac {1}{2}}ef}
Für die Seitenlängen gilt:
{\displaystyle a^{2}+c^{2}=b^{2}+d^{2}}
Nachweis im nächsten Abschnitt

Die beiden rot gefärbten Quadrate haben zusammen die gleiche Fläche wie die beiden gelb gefärbten Quadrate.

Die Diagonalen eines konvexen Vierecks sind genau dann senkrecht zueinander, wenn die beiden Bimediane (die Verbindungsstrecken gegenüberliegender Seitenmittelpunkte) gleich lang sind.
Die Diagonalen eines konvexen Vierecks ABCD auch genau dann senkrecht zueinander, wenn
{\displaystyle \angle SAB+\angle SBA+\angle SCD+\angle SDC=\pi }
gilt, wobei S der Schnittpunkt der Diagonalen ist. Aus dieser Gleichung folgt fast unmittelbar, dass die Diagonalen eines konvexen Vierecks sich genau dann senkrecht schneiden, wenn die Projektionen des Diagonalenschnittpunkts auf die Vierecksseiten die Ecken eines Sehnenvierecks sind.
Ein konvexes Viereck ist genau dann orthodiagonal, wenn sein Varignon-Parallelogramm (dessen Ecken die Seitenmittelpunkte sind) ein Rechteck ist. Eine verwandte Charakterisierung besagt, dass ein konvexes Viereck genau dann orthodiagonal ist, wenn die Seitenmittelpunkte und die Fußpunkte der Lote von den Seitenmittelpunkten auf die gegenüberliegenden Seiten konzyklisch sind, also auf einem Kreis liegen (Acht-Punkte-Kreis). Der Mittelpunkt dieses Kreises stimmt mit dem Schwerpunkt des Vierecks überein.
Mehrere Bedingungen für orthodiagonale Vierecke beziehen sich auf die Teildreiecke {\displaystyle ABS}, {\displaystyle BCS}, {\displaystyle CDS} und {\displaystyle DAS}, in die das Viereck durch seine Diagonalen unterteilt wird. Bezeichnet man mit {\displaystyle m_{1}}, {\displaystyle m_{2}}, {\displaystyle m_{3}} und {\displaystyle m_{4}} die Verbindungsstrecken des Diagonalenschnittpunkts {\displaystyle M} mit den Mittelpunkten der Seiten {\displaystyle [AB]}, {\displaystyle [BC]}, {\displaystyle [CD]} bzw. {\displaystyle [DA]}, und mit {\displaystyle h_{1}}, {\displaystyle h_{2}}, {\displaystyle h_{3}} und {\displaystyle h_{4}} die Lote von {\displaystyle S} auf die Vierecksseiten, so ist ein konvexes Viereck {\displaystyle ABCD} genau dann orthodiagonal, wenn eine der folgenden Aussagen gilt:
- {\displaystyle m_{1}^{2}+m_{3}^{2}=m_{2}^{2}+m_{4}^{2}}
- {\displaystyle {\frac {1}{h_{1}^{2}}}+{\frac {1}{h_{3}^{2}}}={\frac {1}{h_{2}^{2}}}+{\frac {1}{h_{4}^{2}}}}

## Nachweis
Die Formel
{\displaystyle a^{2}+c^{2}=b^{2}+d^{2}}
kann wie folgt bewiesen werden:

Zum Nachweis für a² + c² = b² + d²

Die Seiten bilden mit dem Diagonalenschnittpunkt vier rechtwinklige Dreiecke. Nennt man die Diagonalenabschnitte {\displaystyle h_{a}}, {\displaystyle h_{b}}, {\displaystyle h_{c}} und {\displaystyle h_{d}}, so gilt nach dem Satz des Pythagoras:
{\displaystyle a^{2}=h_{a}^{2}+h_{b}^{2}}
{\displaystyle b^{2}=h_{b}^{2}+h_{c}^{2}}
{\displaystyle c^{2}=h_{c}^{2}+h_{d}^{2}}
{\displaystyle d^{2}=h_{d}^{2}+h_{a}^{2}}
Damit ist
{\displaystyle a^{2}+c^{2}-b^{2}-d^{2}=h_{a}^{2}+h_{b}^{2}+h_{c}^{2}+h_{d}^{2}-h_{a}^{2}-h_{b}^{2}-h_{c}^{2}-h_{d}^{2}}
{\displaystyle a^{2}+c^{2}-b^{2}-d^{2}=0}
{\displaystyle a^{2}+c^{2}=b^{2}+d^{2}}
w. z. b. w.